# ويليام أو. ستيل
ويليام أو. ستيل (بالإنجليزية: William O. Steele)‏ هو كاتب وكاتب للأطفال أمريكي، ولد في 22 ديسمبر 1917 في مقاطعة فرانكلين في الولايات المتحدة، وتوفي في 25 يونيو 1979 في سيجنال ماونتن في الولايات المتحدة.